# Tarcutta
Tarcutta – miasto w Australii, w stanie Nowa Południowa Walia.